# Дан устанка народа Босне и Херцеговине
Дан устанка народа Босне и Херцеговине је био државни празник у Социјалистичкој Републици Босни и Херцеговини, који се прослављао 27. јула.
Дан устанка обележавао је годишњицу оружане акције коју су 27. јула 1941. године извели герилски одреди Босанске крајине. Они су тада, уз помоћ сељака из околних места, напали и заузели Дрвар и Босанско Грахово, уништили жандармеријске станице Оштрељ, Манастир Рмањ, Потоке, Грковце и разбили неколико мањих одреда усташа, жандарма и домобрана који су покушали да од Срнетице, дуж железничке пруге, продру у Дрвар. Касније, крајем јула и почетком августа народни устанак, под руководством Покрајинског комитета Комунистичке партије Југославије за Босну и Херцеговину, је добио масовне размере и проширио се на источну Босну и Херцеговину.
После распада СФРЈ, 1991. године, овај празник је укинут, а данашња Босна и Херцеговина званично не прославља ни један дан као Дан устанка, док се 27. јули и даље незванично прославља у организацији Савеза антифашиста и бораца Народноослободилачког рата Босне и Херцеговине (бивши СУБНОР БиХ) и група грађана.